# مورين فلاورز
مورين فلاورز (بالإنجليزية: Maureen Flowers)‏ هي لاعبة دارت بريطانية، ولدت في 6 ديسمبر 1945.